# Пеницилл лимонно-жёлтый
Пеници́лл (пеници́ллий) лимо́нно-жёлтый (лат. Penicíllium citrínum) — вид несовершенных грибов (телеоморфная стадия неизвестна), относящийся к роду Пеницилл (Penicillium).
Один из самых распространённых видов рода, встречающийся практически повсеместно.

## Описание
Колонии на агаре Чапека ограниченно растущие, достигающие за 7 дней диаметра 1—1,5 см, бархатистые до почти кожистых, с сине-зелёным спороношением. Реверс жёлтый или оранжевый. На CYA колонии спороносят среднеобильно, иногда с бесцветным или желтоватым экссудатом, с жёлто-коричневым (иногда красно-коричневым до оливкового) реверсом, выделяют жёлтый растворимый пигмент. На среде с дрожжевым экстрактом и сахарозой (YES) колонии серо-зелёные с отчётливым синеватым оттенком, иногда с мелкими желтоватыми каплями экссудата. При 37 °C растёт на CYA медленно, достигая 2—12 мм в диаметре за неделю, обычно не спороносит.
Конидиеносцы преимущественно двухъярусные, гладкостенные, 50—300 мкм длиной и 2—3 мкм толщиной. Метулы в мутовках по 3—5, расходящиеся, 12—20 мкм длиной. Фиалиды фляговидные, 7—12 × 2—2,5 мкм. Конидии шаровидные или почти шаровидные, гладкостенные, 2,5—3 мкм в диаметре, собраны в оформленные колонки.

### Отличия от близких видов
Определяется по расходящимся метулам, часто несколько вздутым на верхушке, собранным в мутовки по 3—5, а также по конидиям, собранным в хорошо оформленные колонки.

## Экология и значение
Широко распространённый гриб, нередко выделяемый из жилых помещений и с различных пищевых продуктов (наиболее часто — с риса, пшеницы и кукурузы, из муки).
Продуцент токсина цитринина.

## Таксономия
Penicillium citrinum Thom, U.S.D.A. Bull. Bur. Anim. Ind. U.S. Dep. Agric. 118: 61 (1910).

### Синонимы
- Citromyces subtilis Bainier & Sartory, 1912
- Penicillium aurifluum Biourge, 1923
- Penicillium botryosum Bat. & H.Maia, 1957
- Penicillium implicatum Biourge, 1923 non auct.
- Penicillium phaeojanthinellum Biourge, 1923
- Penicillium sartoryi Thom, 1930
- Penicillium subtile (Bainier & Sartory) Biourge, 1923, nom. illeg.